# Port lotniczy Bruksela-Charleroi
Port lotniczy Bruksela-Charleroi (IATA: CRL, ICAO: EBCI) – międzynarodowy port lotniczy położony 7 km na północ od Charleroi i 46 km na południe od Brukseli. Port obsługuje tanie linie lotnicze.

## Kierunki lotów i linie lotnicze
| Linia lotnicza   | Kierunek |
| ---------------- | --- |
| Air Arabia Maroc | Sezonowo: 1. Wadżda (od 21 czerwca 2024) |
| Air Corsica      | Sezonowo: 1. Ajaccio-Campo dell'Oro 2. Bastia 3. Calvi 4. Figari |
| Pegasus Airlines | 1. Stambuł-Sabiha Gökçen |
| Ryanair          | 1. Agadir 2. Alghero 3. Alicante 4. Ankona 5. Asturia 6. Ateny 7. Banja Luka 8. Barcelona 9. Bari 10. Béziers 11. Biarritz 12. Billund 13. Bolonia 14. Bordeaux 15. Bratysława 16. Brindisi 17. Brive 18. Bukareszt 19. Budapeszt 20. Cagliari 21. Carcassonne 22. Dublin 23. Edynburg 24. Essaouira 25. Faro 26. Fez 27. Fuerteventura 28. Genua 29. Girona 30. Glasgow 31. Gran Canaria 32. Helsinki 33. Jassy 34. Kluż-Napoka 35. Kowno 36. Kraków 37. Lamezia Terme 38. Lanzarote 39. Lizbona 40. Liverpool 41. Lourdes 42. Łódź 43. Madera 44. Madryt 45. Malaga 46. Malta 47. Manchester 48. Marrakesz 49. Marsylia 50. Mediolan-Bergamo 51. Mediolan-Malpensa (od 15 grudnia 2023) 52. Nador 53. Nantes 54. Neapol 55. Nîmes 56. Oujda 57. Palermo 58. Palma de Mallorca 59. Pafos 60. Perpignan 61. Pescara 62. Piza 63. Podgorica 64. Porto 65. Poznań 66. Praga 67. Rabat 68. Ryga 69. Rzym-Ciampino 70. Saloniki 71. Santander 72. Santiago de Compostela 73. Saragossa 74. Sewilla 75. Sofia 76. Sztokholm-Arlanda 77. Tanger 78. Tel Awiw 79. Teneryfa-Południe 80. Tetuan 81. Tirana (od 31 października 2023) 82. Tuluza 83. Treviso 84. Triest 85. Turyn 86. Walencja 87. Warszawa-Modlin 88. Warszawa-Okęcie 89. Werona 90. Wiedeń 91. Vitoria 92. Wrocław 93. Zagrzeb Sezonowo: 1. Almería 2. Akaba 3. Bergerac 4. Castellón 5. Chania 6. Figari 7. Heraklion 8. Ibiza 9. Katania 10. Korfu 11. La Rochelle 12. Menorka 13. Perugia 14. Pula 15. Reus 16. Rijeka 17. Rodos 18. Rodez 19. Rovaniemi 20. Trapani 21. Zadar |
| TUI fly Belgium  | 1. Algier 2. Nador 3. Oujda 4. Tunis Sezonowo: 1. Casablanca 2. Dżerba 3. Enfidha 4. Tanger |
| Volotea          | Sezonowo: 1. Nicea |
| Wizz Air         | 1. Budapeszt 2. Bukareszt 3. Jassy 4. Katania (od 19 grudnia 2023) 5. Kluż-Napoka 6. Krajowa 7. Kutaisi 8. Skopje 9. Sofia 10. Suczawa 11. Timișoara 12. Tirana 13. Warna 14. Warszawa-Okęcie |